# Суґуру Камошіда
Суґуру Камошіда (яп. 鴨志田 卓, кириліз.: Камошіда Суґуру) — персонаж рольової відеогри Persona 5 (2016), розробленої компанією Atlus. Камошіда є першим антагоністом, із яким стикається головний герой, Джокер. Колишній чемпіон з волейболу та чинний тренер шкільної команди, він користується високим статусом і фактичною недоторканністю в очах адміністрації Академії Шюджін. Камошіда систематично чинить фізичне та психологічне насильство над учнями, зокрема Рюджі Сакамото та Анн Такамакі, і зловживає владою, знущаючись зі студентів і вдаючись до домагань, зокрема щодо Шіхо Судзуй, подруги Анн, що призводить до спроби самогубства з її боку. Його палац, символ викривленої свідомості, зображує його самого як самозваного монарха, що панує над власним замком. Його дії зрештою призводять до створення Примарних крадіїв сердець — групи, яка постає у відповідь на системну несправедливість.
Камошіда загалом отримав позитивні відгуки як антагоніст, при цьому критики відзначали його жахливу правдоподібність. Така оцінка пов’язана з паралелями з реальним світом і реалістичною концепцією персонажа, що нагадує реальних зловмисників у подібних ситуаціях.

## Створення
Суґуру Камошіда був створений дизайнером персонажів Persona 5 Шіґенорі Соеджімою. В одній зі сцен, яку планувалося включити до Persona 5 Royal, йшлося про його минуле — зокрема про випадок, коли його прикривали після скоєного ним злочину проти жінки. Однак ця сцена була вирізана з фінальної версії гри й залишилася лише в китайському виданні. У грі Камошіду озвучили Юджі Міцуя (японською) та Д. С. Дуґлас (англійською). У театральній постановці Persona 5 The Stage роль Камошіди виконав Шюн Такаґі, який спеціально для цієї ролі знизив відсоток жиру в тілі до восьми відсотків.

## Сприйняття
Роберт Кросбі з Comic Book Resources назвав Камошіду найстрашнішим лиходієм Persona 5, наголошуючи на його реалістичності. На його думку, інші антагоністи гри мають фантастичні риси, тоді як Камошіда викликає тривожне відчуття правдоподібності — він уособлює проблеми, з якими люди стикаються в спортивному середовищі. Кросбі також припускає, що образ персонажа міг бути натхненний історією дзюдоїста Масато Учішіби. Джеф Воґель відзначив, що Камошіда — один із найправдоподібніших лиходіїв у грі. На відміну від більш фантастичних персонажів, його образ викликає особливу відразу саме через реалістичність: він описує Камошіду як «серійного злочинця» та одного з «найогидніших персонажів, з якими йому доводилося стикатися у відеоіграх», додаючи, що подібні ситуації цілком можливі в реальному житті. Алан Вен з VG247 звернув увагу на те, що персонаж Камошіди відображає як практику тілесних покарань у японських шкільних спортивних клубах, так і проблематику сексуального насильства, що перегукується з рухом #MeToo, який набув широкого розголосу у 2017 році. Своєю чергою, Кеті Маккарті, також авторка VG247, критично оцінила спосіб, у який гра подає історію Камошіди, зокрема за відсутність прямого визнання факту зґвалтування, а також за подальше сексуалізування та об'єктивацію персонажки Анн. Арно Бурдуше-Неліссен проаналізував світогляд Камошіди, який сприймав учнів як знаряддя для власної влади, а учениць — як сексуально покірних об’єктів. Він розглянув, як це відображає викривлену реальність, створену самим персонажем, а також зазначив, що Камошіда уособлює гріх похоті — як у своїй поведінці, так і в символіці замку, наповненого відповідними образами.